# Constantin Artachino
Constantin Artachino (1870-1954) fue un pintor rumano.

## Biografía
Nacido en Giurgiu en 1870, asistió primero a la escuela comercial, en la que ingresó en 1886 y donde completó los cursos. Más adelante partió a París, donde ingresó en la Academia Julian. Desde allí envió sus primeros cuadros al salón de Bucarest. Hacia el cambio de siglo colaboró con Ştefan Luchian pintando varias iglesias en Rumania. Falleció en 1954.